# Silnice
Silnice su zamišljene crte, sa strelicama ili bez njih, kojima se predočuju različita svojstva fizikalnih polja. Silnice se pružaju u smjeru djelovanja sila, a njihova gustoća opisuje jakost polja. Okomite su na ekvipotencijalne plohe. Silnice konkretnih električnih i magnetskih polja mogu se iscrtati s pomoću staklenoga praha ili željezne piljevine.

## Silnice električnoga polja
Silnice električnoga polja zamišljene su usmjerene crte koje izlaze iz pozitivnih električnih naboja, a završavaju u negativnim električnim nabojima te svojom gustoćom i oblikom prikazuju smjer i jakost električnoga polja u nekome dijelu prostora.

## Silnice magnetskoga polja
Silnice magnetskoga polja zamišljene su zatvorene krivulje (nemaju početak ili kraj) koje svojim oblikom i gustoćom prikazuju jakost magnetskoga polja u nekome dijelu prostora.

## Silnice gravitacijskoga polja
Silnice gravitacijskoga polja zamišljene su usmjerene crte koje dolaze iz beskonačnosti i uviru u masu te svojom gustoćom i oblikom prikazuju smjer i jakost gravitacijskoga polja u nekome dijelu prostora.